# Alex Beckett
Peter Alexander Beckett (30 de junio de 1982 – 10 de abril de 2018) fue un actor británico. Fue conocido por su papel en la comedia Twenty Twelve y su secuela W1A. Hizo muchos papeles teatrales, incluyendo el de Higgins en Pigmalión en 2017, y varios personajes - incluyendo a Fidel Castro - en la producción de 2013 del álbum de Neon Neon, Praxis Makes Perfect.
Falleció el 10 de abril de 2018, a los 35 años, en lo que fue la policía cree que fue un suicidio.

## Filmografía

### Película
| Año  | Películas           | Papel             | Notas               |
| ---- | ------------------- | ----------------- | ------------------- |
| 2015 | Youth               | Guionista barbudo |                     |
| 2018 | Mary Queen of Scots | Walter Mildmay    | Lanzamiento póstumo |

### Televisión
| Año     | Título                         | Papel                   | Notas                  |
| ------- | ------------------------------ | ----------------------- | ---------------------- |
| 2009    | A Child's Christmases in Wales | Cantante de villancicos | Película de televisión |
| 2011–12 | Twenty Twelve                  | Barney Lumsden          |                        |
| 2014–17 | W1A                            | Barney Lumsden          |                        |
| 2015    | The Scandalous Lady W          | Capt. Leversuch         | Película de televisión |
| 2015–18 | I Live with Models             | Seth                    |                        |
| 2017    | The End of the F***ing World   | Jonno                   |                        |
| 2018    | Stath Lets Flats               | Marcus                  |                        |